# Kan Takahama
Kan Takahama (高浜寛?,  Takahama Kan ; Amakusa, 6 aprile 1977) è una fumettista giapponese.
È conosciuta a livello internazionale soprattutto per il manga La lanterna di Nyx, vincitore del 24º Premio culturale Osamu Tezuka nel 2020.

## Biografia
Dopo la laurea presso la facoltà di belle arti presso l’università di Tsukuba, pubblica con Kōdansha il primo racconto breve. Dopo alcune pubblicazioni su Weekly Morning, la Takahama approda sulla rivista Garo, iniziando a sviluppare un suo stile personale: questi racconti verranno poi raccolti nel volume Yellowbacks, pubblicato nel 2002. Nel 2003, in collaborazione con Frédéric Boilet, fumettista francese e ideatore del movimento soprannominato La Nouvelle Manga, pubblica il volume singolo Mariko Parade, che sarà tradotto in quattro lingue. 
Nel 2009, la casa editrice belga Casterman contatta la Takahama, che già nel 2003 partecipò al festival d'Angoulême, e due altri mangaka per la realizzazione di un volume intitolato Two Espressos che verrà presentato al pubblico nell’anno successivo. Nel 2014, dopo aver pubblicato l’anno precedente il volume singolo Yotsuya-ku Hanazono-chō incentrato sulla relazione amorosa tra un giovane scrittore di racconti erotici e una modella meticcia agli albori della seconda guerra mondiale, presenta ai lettori una nuova opera: L'ultimo volo della farfalla, che registra la storia di una cortigiana ambientata a Maruyama, il quartiere dei piaceri della città di Nagasaki, durante il periodo Meiji, ottiene le lodi di Jirō Taniguchi.
Nel 2016, la Takahama inizia la serializzazione di quella che, a tutt’oggi, è la sua serie più lunga e complessa, conclusa nel 2019 e raccolta in 6 volumi tankōbon: La lanterna di Nyx narra le vicende di una giovane orfana dotata del dono della chiaroveggenza ambientate tra il Giappone e la Francia durante gli anni dell’esposizione universale di Parigi del 1878. Inoltre, in questo periodo tiene un corso di personaggi presso la scuola internazionale di manga e animazione (EIMA). Nel 2018, scrive, in collaborazione con Emmanuelle Maisonneuve e Julia Pavlowitch-Beck,  Il gusto di Emma. Una donna dietro le quinte della più grande guida gastronomica, ispirato alla storia vera di una delle prime donne ispettrice della Guida Michelin. Nel 2020, pubblica il volume singolo L'amante, libero adattamento del romanzo di Marguerite Duras. L’anno successivo, presenta al pubblico il suo ultimo lavoro, scritto in collaborazione con Sofia Stril-Rever: Invincibles, Au pays du Dalaï-Lama.
Kan Takahama ha dichiarato di utilizzare nella composizione dei personaggi uno stile di disegno essenziale che è una evidente eredità degli studi artistici, in modo particolare nella composizione di paesaggi o nature morte, e una necessità dovuta all’assenza di collaboratori nella composizione delle tavole. La sua poetica è influenzata da numerosi autori: Milan Kundera, Charles Bukowski, Raymond Chandler, Gabriel García Márquez, Fūtarō Yamada, Kenzaburō Ōe. Il suo manga preferito è Elegia in rosso di Seiichi Hayashi.

### Opere
- Yellowbacks (イエローバックス?, Ierōbakkusu)
- Mariko Parade (まり子パラード?, Mariko Parādo), 2003
- Awabi  (泡日?), 2004
- Nagi watari - Oyobi sono hokano tanpen (凪渡り--及びその他の短篇?), 2006
- Two Espressos (トゥー・エスプレッソ?, Tū esupuresso)
- Yotsuya-ku Hanazono-chō (四谷区花園町?), 2013
- L'ultimo volo della farfalla (蝶のみちゆき?, Chō no michiyuki), 2014
- SAD GiRL, 2016
- La lanterna di Nyx (ニュクスの角灯?, Nyukusu no kakutō), 2016-2019
- Il gusto di Emma. Una donna dietro le quinte della più grande guida gastronomica (エマは星の夢を見る?, Ema wa hoshi no yume o miru), con Emmanuelle Maisonneuve e Julia Pavlowitch-Beck, 2017
- L'amante, dal romanzo di Marguerite Duras, 2020
- Memorie dell'Isola Ventaglio (扇島歳時記?) , 2020-2022
- Invincibles, Au pays du Dalaï-Lama, con Sofia Stril-Rever , 2021